# Martindoelloia juradoi
Martindoelloia juradoi là một loài bướm đêm trong họ Geometridae.